# Lavigny (Jura)
Lavigny ist eine französische Gemeinde mit 383 Einwohnern (Stand 1. Januar 2022) im Département Jura in der Region Bourgogne-Franche-Comté. Sie gehört zum Arrondissement Lons-le-Saunier und zum Kanton Poligny. 
Die Nachbargemeinden sind
- Voiteur im Norden,
- Nevy-sur-Seille im Nordosten,
- Baume-les-Messieurs im Osten,
- Pannessières im Süden,
- Le Pin im Südwesten,
- Le Louverot und Montain im Westen,
- Senaud im Nordwesten.

## Geschichte
Als sich Frankreich im Zweiten Weltkrieg unter deutscher Besatzung befand, versteckte der Bauer Louis Campy auf seinem Hof in Rosnay ab 1942 Verweigerer der Vichy-Arbeitslager (STO), entflohene Kriegsgefangene und Juden. Campy half bei der Versorgung der Résistancekämpfer.

## Bevölkerungsentwicklung
| Jahr                       | 1962 | 1968 | 1975 | 1982 | 1990 | 1999 | 2008 | 2017 |
| Einwohner                  | 331  | 308  | 347  | 401  | 373  | 363  | 356  | 378  |
| Quellen: Cassini und INSEE |      |      |      |      |      |      |      |      |

## Wirtschaft
Die Weinreben in Lavigny sind für die Herstellung des Vin Jaune im Weinbaugebiet Château-Chalon innerhalb der Weinbauregion Côtes du Jura zugelassen.